# Lutherkerk (Hannover)
De Lutherkerk (Duits: Lutherkirche) is een kerkgebouw in Hannover dat in de jaren 1895–1898 werd gebouwd. Het is de laatste van de drie grote kerken die de architect Rudolph Eberhard Hillebrand liet neerzetten in het stadsdeel Nordstadt. Met haar hoge neogotische spitsen bood de kerk tot kort voor het einde van de oorlog een imposante aanblik.

## Geschiedenis

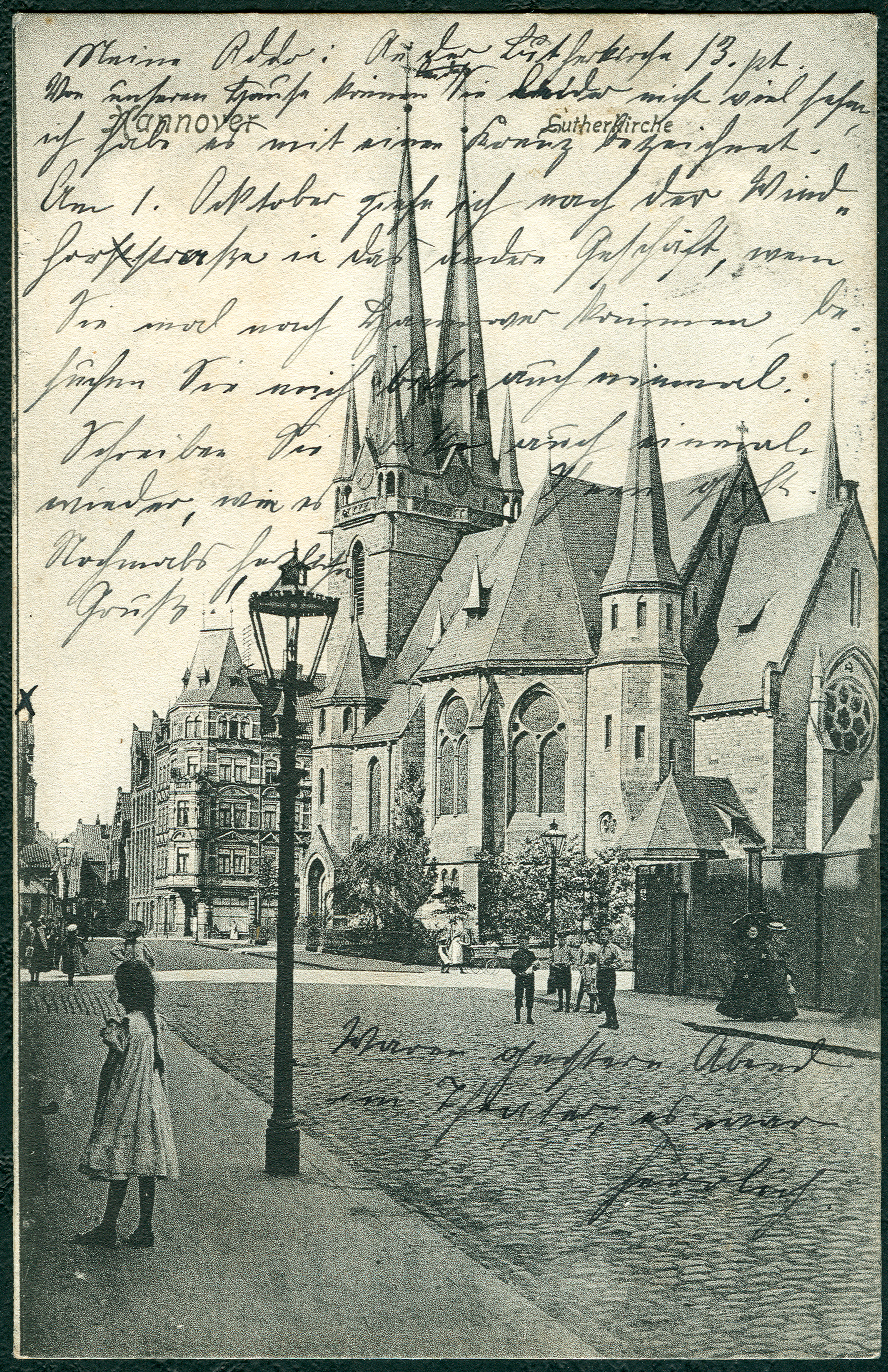
De kerk in 1906

Op 25 maart 1945 werd de kerk bij een van de laatste bombardementen op Hannover door een bom getroffen. Het dak, kerkgestoelte, altaar, orgel en de klokkenstoel verbrandden. Nadien bleef het gebouw meerdere jaren leeg. In 1948 werden er maatregelen getroffen ten behoeve van de instandhouding van het dak, de gewelven en het muurwerk. De wederopbouw van de kerk werd met de inwijding van een nieuw orgel van de firma Emil Hammer Orgelbau op 1 december 1957 afgesloten.
In 2003 werd besloten om de Lutherkerk te bestemmen tot de eerste jongerenkerk van Noord-Duitsland. Vanaf 2004 werd het gebouw geschikt gemaakt voor dat doel. Het kerkinterieur werd geheel gemoderniseerd. De kerkbanken werden verwijderd en aan de Mariakerk te Chojna (Polen) geschonken. Naast een kerkcafé bevindt zich in de kerk een professionele licht- en geluidsinstallatie om concerten, theateropvoeringen en bijzondere vormen van erediensten mogelijk te maken. Bij de ingang verwijzen twee grote kleurrijke lichtkasten naar de nieuwe bestemming van de kerk.
Op 22 augustus 2006 werd de kerk getroffen door een brand in de toren waarbij de klokkenstoel en het dak werden verwoest. Het bluswater beschadigde vervolgens ook het orgel. Het herstel van de schade duurde tot oktober 2008. Het ten opzichte van de situatie voor de brand met 1,6 meter verhoogde torendak werd mede mogelijk gemaakt dankzij giften van kerkleden. Op 28 oktober 2008 werden de drie in de toren hangende klokken weer in bedrijf genomen.

## Interieur
- Het orgel werd in 1963 door de orgelbouwfirma Emil Hammer gebouwd. Het sleeplade-instrument bezit 35 registers verdeeld over drie manualen en pedaal. De speel- en registertracturen zijn mechanisch.
- Het altaarreliëf werd in 1957 door de beeldhouwer Ingeborg Steinohrt vervaardigd.